# Grdovići, Srbija
Grdovići (izvirno srbsko Грдовићи) je naselje v Srbiji, ki upravno spada pod Občino Arilje; slednja pa je del Zlatiborskega upravnega okraja.

## Demografija
V naselju živi 357 polnoletnih prebivalcev, pri čemer je njihova povprečna starost 36,1 let (35,1 pri moških in 37,0 pri ženskah). Naselje ima 149 gospodinjstev, pri čemer je povprečno število članov na gospodinjstvo 3,16.
To naselje je, glede na rezultate popisa iz leta 2002, skoraj popolnoma srbsko, a v času zadnjih 3 popisov je opazen porast števila prebivalcev.
|  |

| Demografija | Demografija     | Demografija     |
| Leto        | Št. prebivalcev | Št. prebivalcev |
| ----------- | --------------- | --------------- |
|             |                 |                 |
|             |                 |                 |
|             |                 |                 |
|             |                 |                 |
| 1948        | 286             |                 |
| 1953        | 268             |                 |
| 1961        | 270             |                 |
| 1971        | 265             |                 |
| 1981        | 307             |                 |
| 1991        | 445             | 443             |
| 2002        | 471             | 471             |
|             |                 |                 |

| Etnična sestava po popisu iz leta 2002 | Etnična sestava po popisu iz leta 2002 | Etnična sestava po popisu iz leta 2002 | Etnična sestava po popisu iz leta 2002 | Etnična sestava po popisu iz leta 2002 |
| -------------------------------------- | -------------------------------------- | -------------------------------------- | -------------------------------------- | -------------------------------------- |
| Srbi                                   | Srbi                                   |                                        | 467                                    | 99,15%                                 |
| Jugoslovani                            | Jugoslovani                            |                                        | 3                                      | 0,63%                                  |
| Muslimani                              | Muslimani                              |                                        | 1                                      | 0,21%                                  |
| Neznano                                | Neznano                                |                                        | 0                                      | 0,0%                                   |